# Hexafosfabenzen
Hexafosfabenzen (P6) je molekula, která je strukturním analogem benzenu, kde jsou atomy uhlíku nahrazeny atomy fosforu; předpokládá se u ní v důsledku rezonanční stabilizace i obdobný rovinný tvar. Přestože je několik dalších alotropů fosforu stálých, tak nesubstituovaný P6 nebyl detekován. Výpočty trimerizace P2 za vzniku cyklického P6 naznačily, že by se měl hexafosfabenzen rozkládat na P2 s aktivační energií 54–64 kJ/mol a za běžných podmínek jej tak samotný nelze pozorovat. Rozpouštědlo, například ethanol, může způsobit tvorbu vodíkových vazeb, které destabilizují interakce mezi volnými elektronovými páry fosforu a tak stabilizují P6. Hodnota aktivační energie naznačuje, že by bylo možné připravit hexafosfabenzen [2+2+2] cykloadicí tří molekul P2.

## Pokusy o přípravu

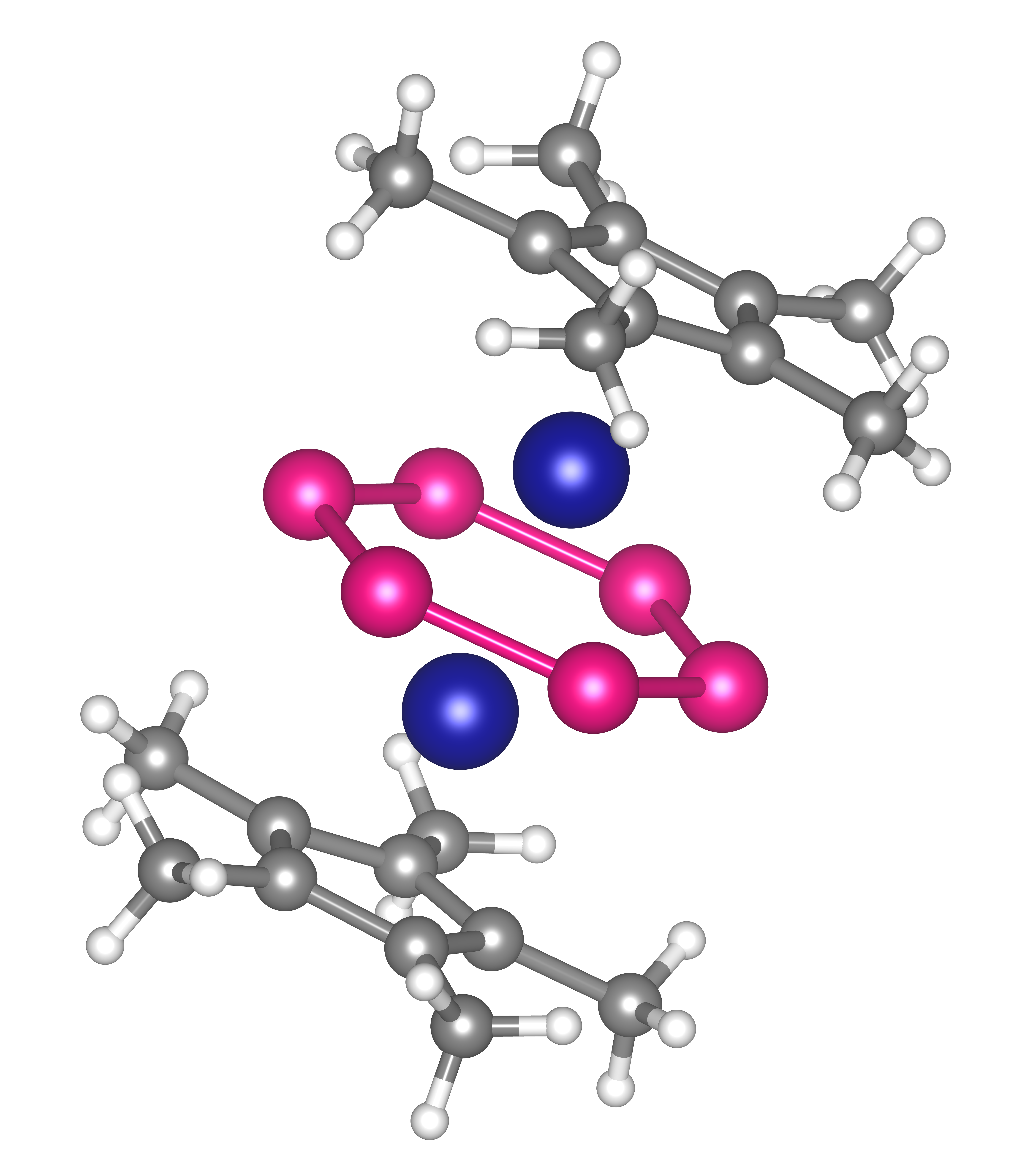
Struktura [{(η^{5}-Me_{5}C_{5})Mo}_{2}(μ,η^{6}-P_{6})

První pokus o izolaci hexafosfabenzenu byl proveden v roce 1985 pomocí trojvrstvého sendvičového komplexu [{(η5-Me5C5)Mo}2(μ,η6-P6)]; tato oranžově zbarvená a na vzduchu stálá krystalická látka byla získána reakcí [CpMo(CO)2/3]2 s nadbytkem bílého fosforu (P4) v xylenu; výtěžnost ale byla jen kolem 1 %.
Krystalová struktura tohoto komplexu je středově souměrná a oba pětičlenné kruhy i můstkový ligand P6 jsou rovinné a navzájem rovnoběžné. Průměrná vzdálenost P–P činí 217,0 pm.
O 30 let později se podařilo zlepšit výtěžnost [{(η5-Me5C5)Mo}2(μ,η6-P6)] na 64 % zvýšením teploty, při které se provádí termolýza [CpMo(CO)2/3]2 s P4 na 205 °C a provedením reakce ve vroucím diisopropylbenzenu, kdy je výhodná tvorba [{(η5-Me5C5)Mo}2(μ,η6-P6)] jako termodynamického produktu.
Popsáno bylo také několik analogů tohoto komplexu, s jinými kovy a η5-ligandy, například příslušné komplexy Ti, V, Nb, a W, které se připravují obdobně reakcí [CpM(CO)2/3]2 s P4.

## Reakce

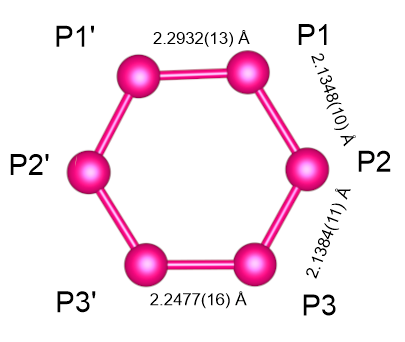
Bisallylový P_{6}^{5}-Me_{5}C_{5})Mo}_{2}(μ,η^{6}-P_{6}^{+}

### Jednoelektronové oxidace
[{(η5-Me5C5)Mo}2(μ,η6-P6)] reaguje se solemi stříbra či mědi se slabě koordinujícím aniontem [Al{OC(CF3)3}4]− ([TEF]).
Přidání roztoku Ag[TEF] nebo Cu[TEF] k roztoku [{(η5-Me5C5)Mo}2(μ,η6-P6)] v chloroformu vede k oxidaci komplexu, která se projevuje změnou barvy z oranžové na tmavě zelenou. [{(η5-Me5C5)Mo}2(μ,η6-P6)]+ lze detekovat hmotnostní spektrometrií.
Trojvrstvá struktura [{(η5-Me5C5)Mo}2(μ,η6-P6)] zůstává u produktu oxidace zachována. Délka vazby Mo—Mo je u iontu [{(η5-Me5C5)Mo}2(μ,η6-P6)]+ 266,17(4) pm, podobná jako 264,3(3) pm u výchozí látky; vazby P—P jsou ale oproti průměrné délce 218,3 pm v případě P1—P1′ a P3—P3′ výrazně delší, zatímco ostatní vazby P—P jsou vůči neoxidované sloučenině kratší. Prostřední vrstva [{(η5-Me5C5)Mo}2(μ,η6-P6)]+, obsahující 27 valenčních elektronů, se tak popisuje jako bisallylový narušený P6 ligand, který je přechodem mezi 28elektronovými komplexy s rovnými symetrickými kruhy, a 26elektronovými komplexy, jejichž struktura se od rovinné odchyluje více. Výpočty na základě teorie funkcionálu hustoty toto narušení snížením počtu elektronů ve vazebných orbitalech P po oxidaci potvrzují.

### Cu[TEF] a Ag[TEF]

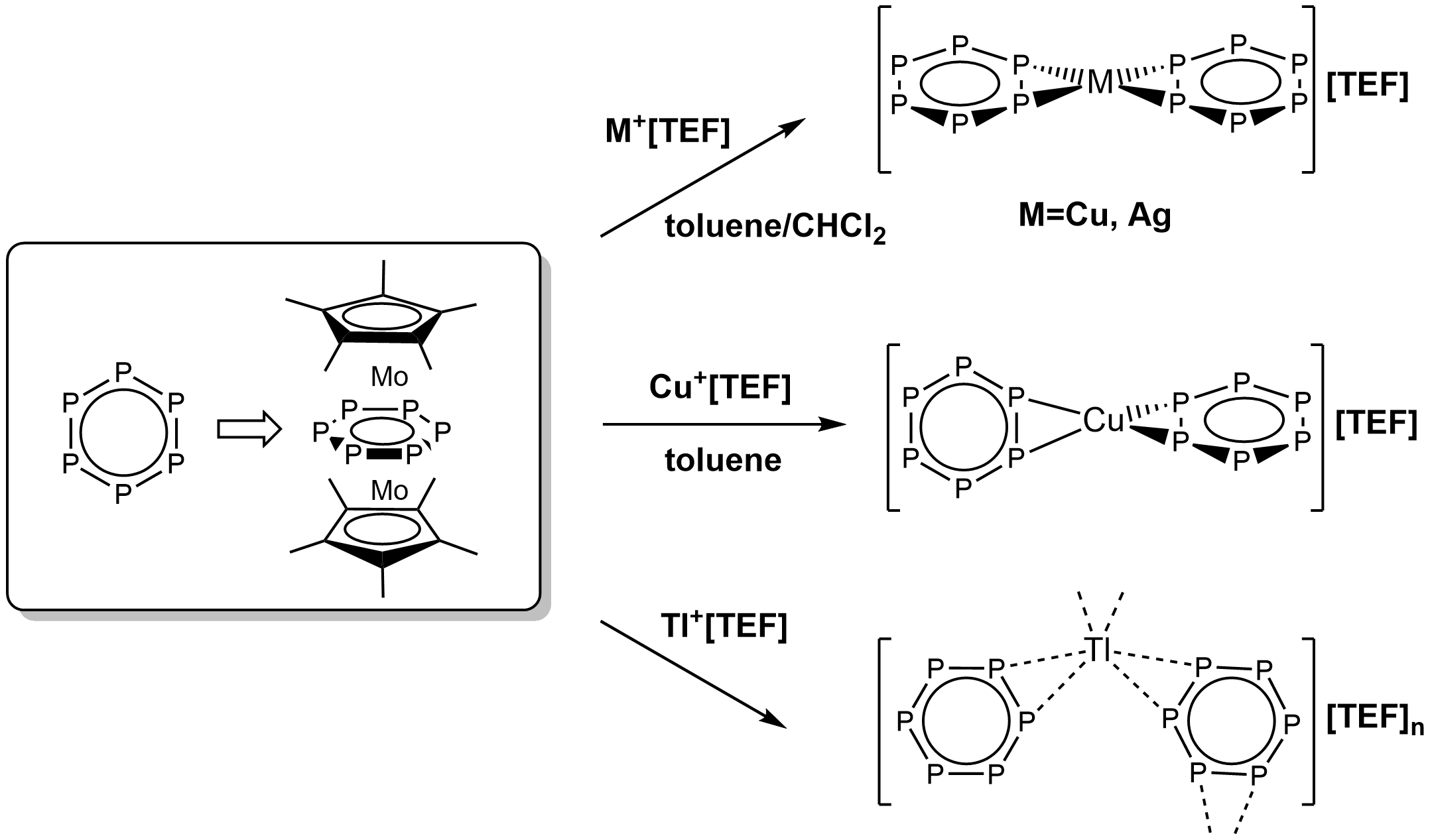
Reakce [{(η^{5}-Me_{5}C_{5})Mo}_{2}(μ,η^{6}-P_{6})] s kationty Cu^{+}, Ag^{+}, a Tl^{+}

Oxidaci [{(η5-Me5C5)Mo}2(μ,η6-P6)] lze zabránit prováděním jeho reakcí v toluenu, kde je redoxní potenciál kationtů nižší. Reakcí s mědí se vytváří oranžově zbarvený produkt, směs vznikající reakcí se stříbrem však také obsahuje tmavě zelený produkt oxidace.
Rentgenovou krystalografií bylo zjištěno, že tento produkt má okolo centrálního kationtu narušenou čtvercově rovinnou geometrii s dvojicí koordinačních vazeb P—P. Vzdálenost Ag—P činí přibližně 260 pm, vzdálenosti Cu—P se pohybují kolem 240 pm, a vazby P—P vykazují délku 226,94(16) pm v komplexu mědi a 229,15(14) pm v komplexu stříbra.
Při reakci Cu[TEF] s [{(η5-Me5C5)Mo}2(μ,η6-P6)] v čistém toluenu vznikal oranžový roztok obsahující komplexní kation [Cu([{(η5-Me5C5)Mo}2(μ,η6-P6)])2]+. Při analýze krystalů získaných z tohoto roztoku byla zjištěna deformovaná tetraedrická geometrie okolo Cu. Vzdálenosti mezi atomy Cu a P byly menší než u výše uvedených sloučenin, koordinační vazby P—P byly v důsledku menšího sterického napětí okolo Cu delší.
[Cu([{(η5-Me5C5)Mo}2(μ,η6-P6)])2]+ je tedy možné izolovat jako tetraedrický nebo jako čtvercově rovinný izomer. Výpočty podle teorie funkcionálu hustoty naznačují, že změna entalpie při izomerizaci tetraedrické formy na čtvercově rovinnou je u obou kovů kladná, a výhodnější je tak tetraedrická. Při započtení entropie vykazuje komplex Cu+ lehce kladné hodnoty a odpovídající sloučenina Ag+ v absolutní hodnotě větší, ale záporné; tetraedrická geometrie tak u Cu+ převažuje, ale významná část molekul zaujímá v roztoku čtvercově rovinné uspořádání. V případě Ag+ je rovnováha výrazně posunutá směrem k čtvercově rovinné formě, čímž lze vysvětlit, proč tetraedrický komplex [{(η5-Me5C5)Mo}2(μ,η6-P6)] a Ag+ nebyl pozorován.
Produkty těchto reakcí krystalizují v jednoklonné soustavě s prostorovou grupou C2/c se střídáním vrstev aniontů [TEF] a izolovaných kationtů [M([{(η5-Me5C5)Mo}2(μ,η6-P6)])2]+. Vrstvy se nachází uvnitř roviny bc, střídavě kolem osy a, a nevytváří dvourozměrné sítě.

### Tl[TEF]

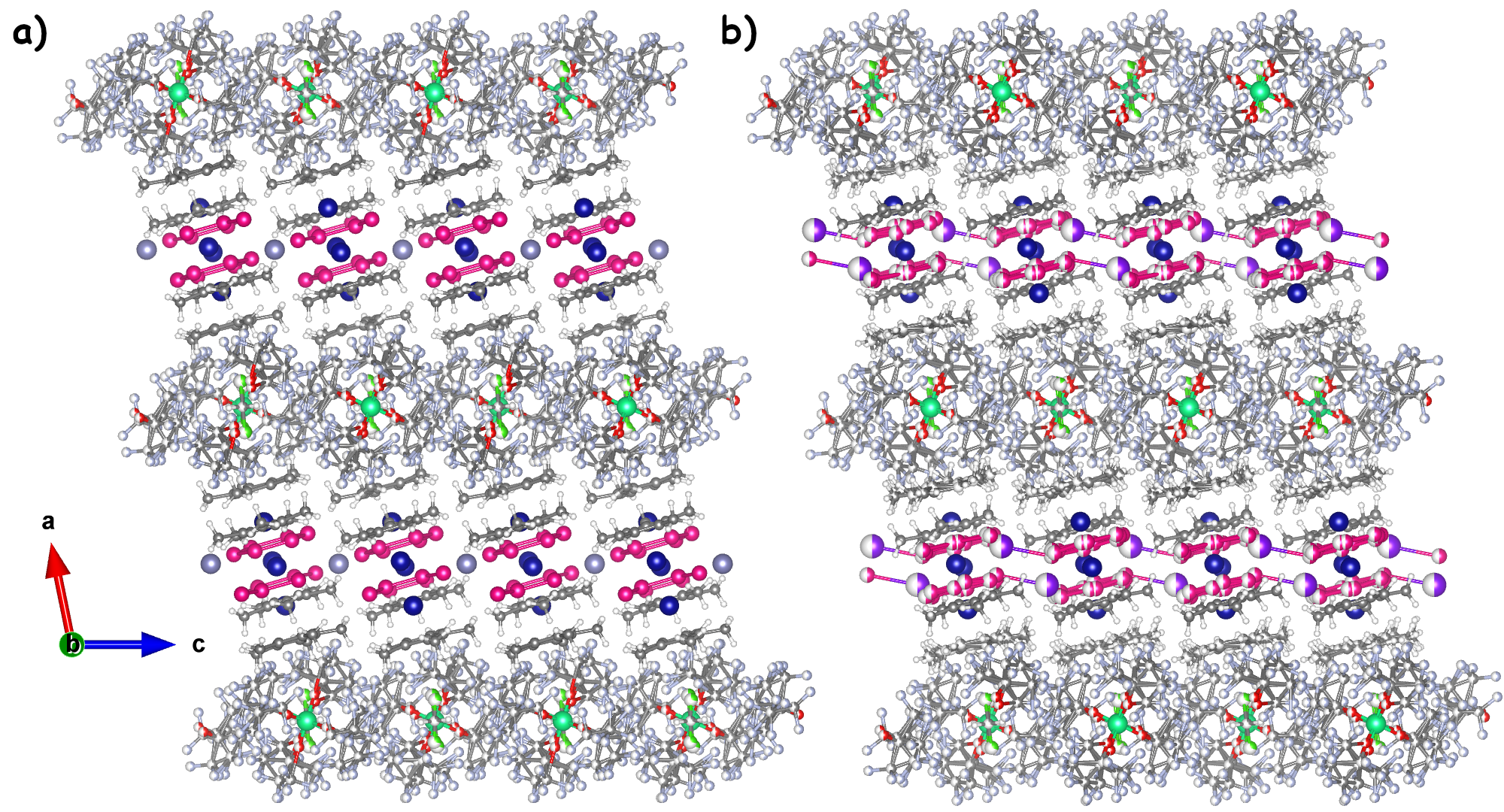
Struktura a) [Ag([{(η^{5}-Me_{5}C_{5})Mo}_{2}(μ,η^{6}-P_{6})])_{2}^{+} a b) [Tl([{(η^{5}-Me_{5}C_{5})Mo}_{2}(μ,η^{6}-P_{6})])_{2}^{+}, se znázorněním střídání aniontových a kationtových vrstev kolem osy a. Polohy Tl^{+} jsou obsazené z poloviny.

Působením chloroformu na Tl[TEF] [{(η5-Me5C5)Mo}2(μ,η6-P6)] se barva roztoku mění z oranžové tmavě červenou. Struktura vzniklé sloučeniny okolo thallného kationtu je tetraedrická,s trojicí vazeb P—P u P6 ligandů. Dva z těchto ligandů mají kratší vzdálenosti Tl—P, 320 až 330 pm, a vazby P—P jsou prodloužené na přibližně 222 pm, třetí vykazuje nesymetrickou geometrii s vazbami Tl—P dlouhými 342 a 369 pm, bez prodloužení vazeb P—P.
I když je okolí iontů Tl+ odlišné oproti tomu u Cu+ a Ag+, tak jejich struktury obsahují podobné dvourozměrné koordinační sítě v rovině bc.